# 목만중
목만중(睦萬中, 1727년 ~ 1810년)은 조선의 문신이다. 본관은 사천(泗川). 자는 유선(幼選), 호는 여와(餘窩)이다.
1759년(영조 35) 별시문과에 병과로 급제하였다. 1786년(정조 10) 도사(都事)로서 문과중시에 장원급제하여 돈녕도정(敦寧都正)에 임명되었다. 태천현감(泰川縣監)을 거쳐 1797년(정조 21) 병조참의, 승지(承旨)를 지내고, 1798년 종2품 가선대부(嘉善大夫)에 올랐다.
1801년(순조 1) 신유사옥 때 대사간(大司諫)으로서 영의정 심환지(沈煥之)와 함께 남인(南人) 시파(時派) 계열의 천주교도들에 대한 박해와 탄압을 주도하였다.
1806년(순조 6) 동지돈녕부사(同知敦寧府事)를 지내고, 1807년 지중추부사(知中樞府事)가 되었다.

## 저서
- 『여와집』

## 가족
- 증조부 : 목천성(睦天成)
  - 조부 : 목경연(睦慶衍)
    - 아버지 : 목조우(睦祖禹)

  - 외조부 : 한명익(韓命翼)
    - 어머니 : 청주 한씨(淸州韓氏)
      - 동생 : 목황중(睦黃中)

    - 처부 : 이한덕(李漢德)
      - 부인 : 전주 이씨(全州李氏)